# Oylum Höyük
Koordinaten: 36° 41′ 56,9″ N, 37° 10′ 42,5″ O

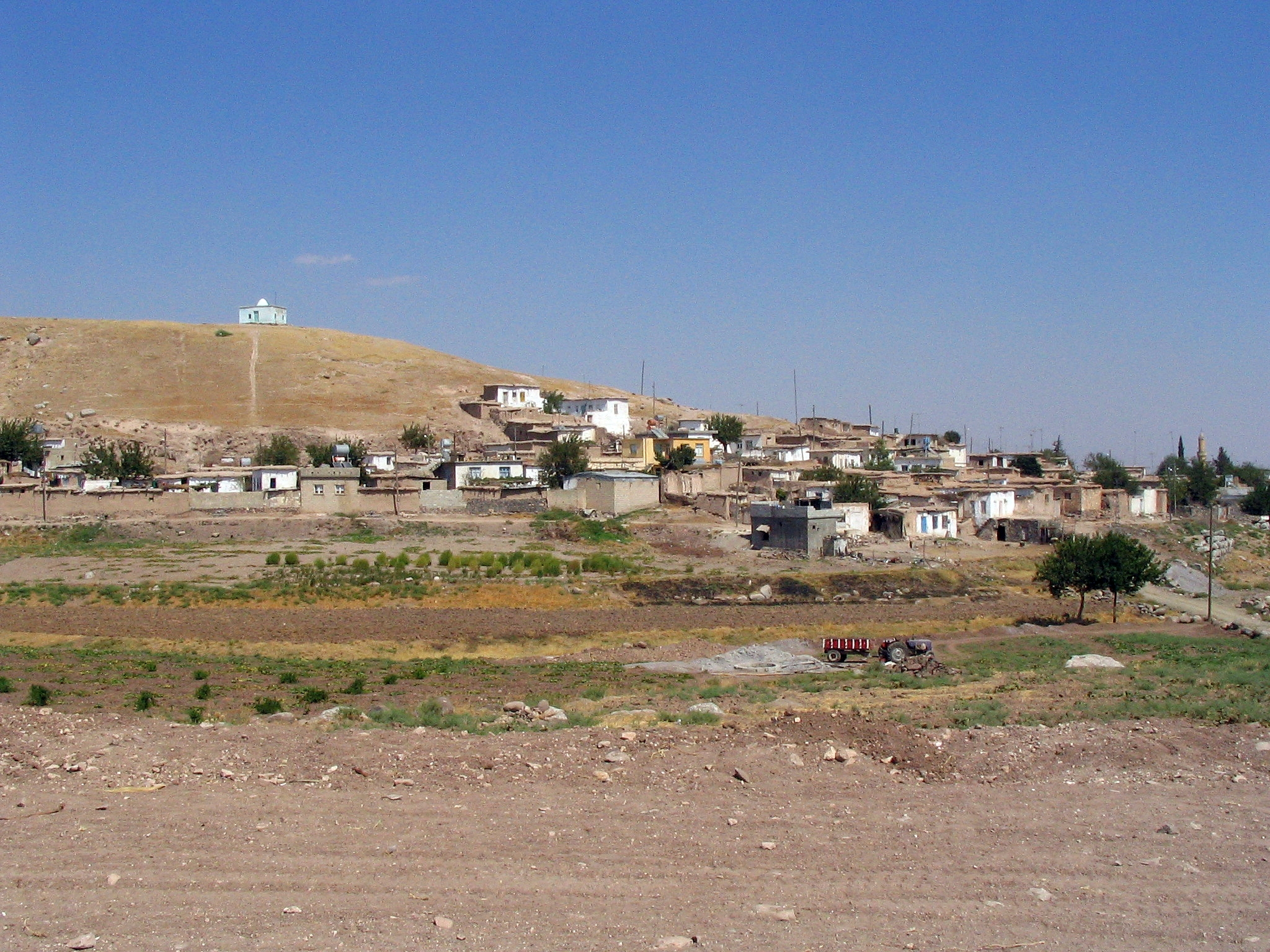
Oylum Höyük von Nordwesten

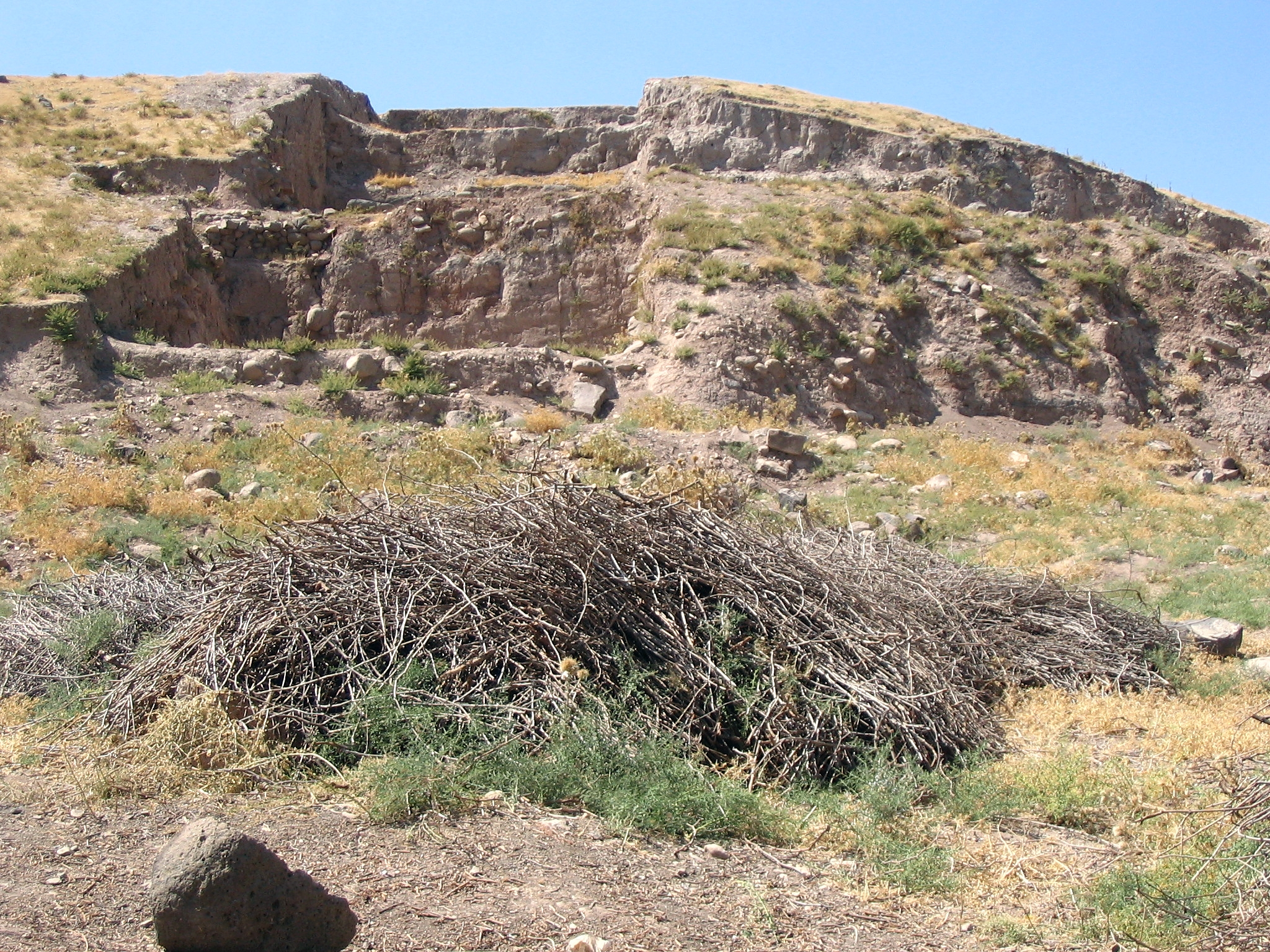
Grabungsschnitt Westseite

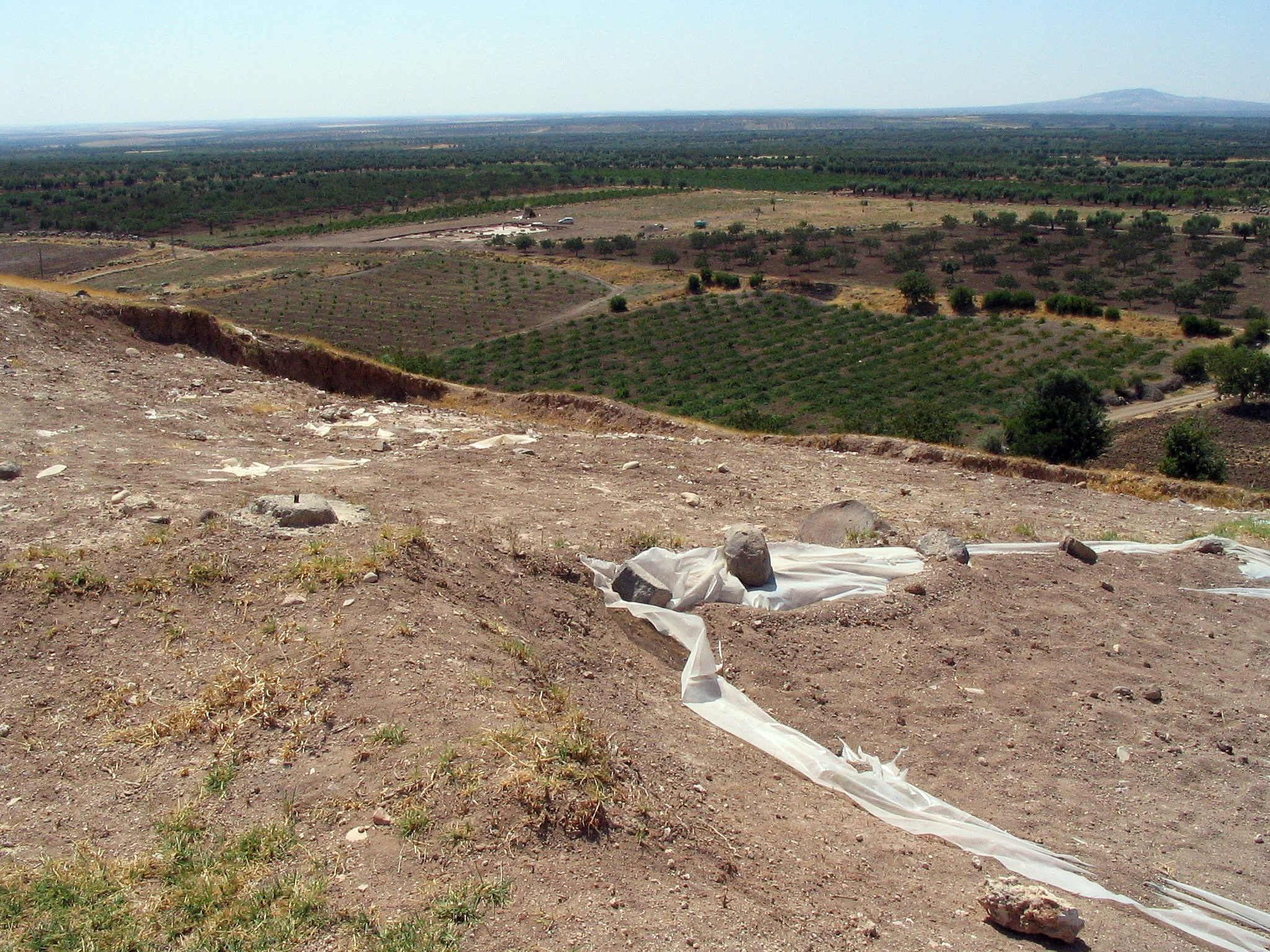
Blick vom Hügel nach Westen, im Hintergrund Boden der Basilika

Oylum Höyük ist ein seit dem vierten vorchristlichen Jahrtausend bewohnter Siedlungshügel bei dem Weiler Oylum, heute Mahalle (Ortsteil) der Provinzhauptstadt Kilis, im zentralen Landkreis der türkischen Provinz Kilis am Fluss Akpınar.

## Geschichte
Oylum Höyük war vom Neolithikum bis in hellenistische Zeit der Hauptort der Ebene von Kilis. Diese Ebene bildet die Wasserscheide zwischen dem ins Mittelmeer mündenden Orontes (heute Asi Nehri) und dem Euphrat, der zum Persischen Golf fließt. Ebenso war sie die kulturelle Schnittstelle zwischen den Mittelmeer-Zivilisationen und Mesopotamien. Der Ort lag an einer Verzweigung der von Aleppo nach Anatolien laufenden Handelsstraßen. In römischer Zeit wurde der Ort auf das westliche Ufer des Flusses verlagert, wo er bis in byzantinische Zeit besiedelt war. Die Rolle des regionalen Zentrums übernahm in dieser Zeit das etwa 20 km westlich gelegene Kyrrhos, heute in Syrien.

## Funde und Befunde
Die ältesten archäologischen Funde stammen aus dem Mittel- bis Spätchalkolithikum. Dazu zählen am westlichen Fuß des Hügels eine Terrassierungsmauer aus dem frühen 4. Jahrtausend v. Chr., Spuren von Dorfbebauung und Keramik auf der Westterrasse und am Osthang sowie drei urukzeitliche Bauschichten auf der östlichen Hügelseite. Die frühe Bronzezeit wird vor allem durch Gräber mit umfangreichem Inventar auf der Ostseite des Hügels repräsentiert. In der Mittelbronzezeit setzt am Osthang wiederum eine umfangreiche Terrassenbebauung ein. Gefunden wurden unter anderem ein mit Basaltblöcken aufwändig gestalteter Eingang sowie unter dem reichen Inventar eine Stele eines kriegerischen Gottes aus der Mitte des zweiten vorchristlichen Jahrtausends. Danach verändert sich der Charakter der Siedlung zum Dörflichen hin, aus der Eisenzeit ist ein massives Lehmziegelgebäude auf der Westkuppe des Hügels (spätes 1. Jtd. v. Chr.) ergraben worden. Aus hellenistischer Zeit ist wiederum rege Bautätigkeit nachweisbar. In einem Gebäude auf der westlichen Hügelkuppe konnte in einem Krug ein Silbermünzhort geborgen werden. Die spätesten Münzen wurden in die Zeit von Antiochos III. datiert. Die jüngsten Funde stellen spätrömische Gräber auf der Nordkuppe dar. Zu dieser Zeit war der Ort schon auf die Westseite des Akpınar verlagert, wo der Mosaikboden einer byzantinischen Basilika gefunden wurde.

## Forschungsgeschichte
Bei Oberflächenbegehungen durch Bahadır Alkım 1968 und italienische Forscher 1971 wurde erstmals die Bedeutung des Ortes als regionales Zentrum erkannt. Nach erneuten, systematischen Begehungen 1984/85 begann Engin Özgen von der Hacettepe-Universität Ankara 1987 mit regelmäßigen Grabungen. Seit 1995 sind Barbara Helwing vom Deutschen Archäologischen Institut sowie Olivier Nieuwenhuyse von der Universität Leiden und Alan Greaves von der Universität Liverpool an den Grabungen beteiligt.